# Lista de publicações de Divaldo Franco

## Obras psicografadas porDivaldo Franco
| Ano  | Obra                                             | Autor Espiritual                       | Nota                           |
| ---- | ------------------------------------------------ | -------------------------------------- | ------------------------------ |
| 2015 | ...Até o Fim dos Tempos                          | Amélia Rodrigues                       |                                |
| 1964 | A mensagem do amor imortal                       | Amélia Rodrigues                       |                                |
| 2015 | Dias Venturosos                                  | Amélia Rodrigues                       |                                |
| 2002 | Há Flores no Caminho                             | Amélia Rodrigues                       |                                |
| 2016 | Luz do mundo                                     | Amélia Rodrigues                       |                                |
| 2015 | O Semeador                                       | Amélia Rodrigues                       |                                |
| 1965 | O vencedor                                       | Amélia Rodrigues                       |                                |
| 2015 | Pelos caminhos de Jesus                          | Amélia Rodrigues                       |                                |
| 1968 | Primícias do Reino                               | Amélia Rodrigues                       |                                |
| 1996 | Quando voltar a primavera                        | Amélia Rodrigues                       |                                |
| 2016 | Trigo de Deus                                    | Amélia Rodrigues                       |                                |
| 2013 | Vivendo com Jesus                                | Amélia Rodrigues                       |                                |
| 1990 | Compromissos iluminativos                        | Bezerra de Menezes                     |                                |
| 2017 | Impermanência e Imortalidade                     | Carlos Torres Pastorino                |                                |
| 1993 | A Busca da Perfeição                             | Eros                                   |                                |
| 1994 | A um passo da imortalidade                       | Eros                                   |                                |
| 2007 | Em algum Lugar do Futuro                         | Eros                                   |                                |
| 2020 | Heranças de Amor                                 | Eros                                   |                                |
| 1975 | No longe do jardim                               | Eros                                   |                                |
| 2018 | Paz íntima                                       | Eros                                   |                                |
| 2016 | ...E o amor continua                             | Espíritos diversos                     |                                |
| 1964 | Amor                                             | Espíritos diversos                     |                                |
| 1979 | Antologia Espiritual                             | Espíritos diversos                     |                                |
| 1974 | Aos Espíritas                                    | Espíritos diversos                     |                                |
| 2014 | Compromissos de amor                             | Espíritos diversos                     |                                |
| 1969 | Crestomatia da Imortalidade                      | Espíritos diversos                     |                                |
| 1975 | Depoimentos vivos                                | Espíritos diversos                     |                                |
| 1984 | Depois da vida                                   | Espíritos diversos                     |                                |
| 1995 | Diretrizes de Segurança                          | Espíritos diversos                     |                                |
| 1987 | Exaltação à Vida                                 | Espíritos diversos                     |                                |
| 1984 | Luz viva                                         | Espíritos diversos                     |                                |
| 2001 | Luzes do alvorecer                               | Espíritos diversos                     |                                |
| 1993 | Palavras de luz                                  | Espíritos diversos                     |                                |
| 1981 | Roteiro de Libertação                            | Espíritos diversos                     |                                |
| 2011 | Rumo às Estrelas                                 | Espíritos diversos                     |                                |
| 1963 | Sementeira da Fraternidade                       | Espíritos diversos                     |                                |
| 1978 | Sementes de Vida Eterna                          | Espíritos diversos                     |                                |
| 2009 | Sob a Proteção de Deus                           | Espíritos diversos                     |                                |
| 2005 | Sol de Esperança                                 | Espíritos diversos                     |                                |
| 2002 | Terapêutica de Emergência                        | Espíritos diversos                     |                                |
| 1995 | Vidas em Triunfo                                 | Espíritos diversos                     |                                |
| 2019 | Vitória da Vida                                  | Espíritos diversos                     |                                |
| 2011 | Perfis da Vida                                   | Guaracy Paraná Vieira                  |                                |
| 1980 | Espelho d’Alma                                   | Ignotus                                |                                |
| 2002 | Panoramas da Vida                                | Ignotus                                |                                |
| 1997 | Adolescência e Vida                              | Joanna de Ângelis                      | esclarecimento e consolo       |
| 1987 | Alegria de Viver                                 | Joanna de Ângelis                      | auto-instrução                 |
| 1981 | Alerta                                           | Joanna de Ângelis                      | esclarecimento e consolo       |
| 2018 | Amor e Sexualidade - A Conquista da Alma         | Joanna de Ângelis                      |                                |
| 2002 | Amor, Imbatível Amor                             | Joanna de Ângelis                      | Volume 9 da Série Psicológica  |
| 2000 | Amorterapia                                      | Joanna de Ângelis                      |                                |
| 1977 | Após a tempestade                                | Joanna de Ângelis                      | esclarecimento e consolo       |
| 2009 | Atitudes Renovadas                               | Joanna de Ângelis                      |                                |
| 1995 | Autodescobrimento: uma busca interior            | Joanna de Ângelis                      | Volume 6 da Série Psicológica  |
| 1998 | Bênçãos de Natal                                 | Joanna de Ângelis                      |                                |
| 2009 | Benesses Natalinas                               | Joanna de Ângelis                      |                                |
| 1974 | Celeiro de Bênçãos                               | Joanna de Ângelis                      |                                |
| 2005 | Conflitos Existenciais                           | Joanna de Ângelis                      | Volume 13 da Série Psicológica |
| 2008 | Constelação familiar                             | Joanna de Ângelis                      |                                |
| 1972 | Convites da Vida                                 | Joanna de Ângelis                      | esclarecimento e consolo       |
| 2010 | Dádivas do Natal                                 | Joanna de Ângelis                      |                                |
| 1996 | Desperte e seja feliz                            | Joanna de Ângelis                      | Volume 7 da Série Psicológica  |
| 2002 | Dias gloriosos                                   | Joanna de Ângelis                      | análise da doutrina espírita   |
| 1965 | Dimensões da verdade                             | Joanna de Ângelis                      | esclarecimento e consolo       |
| 2004 | Diretrizes para o êxito                          | Joanna de Ângelis                      |                                |
| 2009 | Em busca da verdade                              | Joanna de Ângelis                      | Volume 15 da Série Psicológica |
| 2007 | Encontro com a paz e a saúde                     | Joanna de Ângelis                      | Volume 14 da Série Psicológica |
| 2010 | Entrega-Te A Deus                                | Joanna de Ângelis                      |                                |
| 1986 | Episódios Diários                                | Joanna de Ângelis                      | auto-instrução                 |
| 1967 | Espírito e Vida                                  | Joanna de Ângelis                      | esclarecimento e consolo       |
| 1982 | Estudos Espíritas                                | Joanna de Ângelis                      | análise da doutrina espírita   |
| 1986 | Filhos de Deus                                   | Joanna de Ângelis                      | auto-instrução                 |
| 2017 | Florações Evangélicas                            | Joanna de Ângelis                      | análise da doutrina espírita   |
| 2000 | Fonte de Luz                                     | Joanna de Ângelis                      | esclarecimento e consolo       |
| 2014 | Francisco, o Sol de Assis                        | Joanna de Ângelis                      |                                |
| 2003 | Garimpo de Amor                                  | Joanna de Ângelis                      | reflexões sobre amor fraterno  |
| 2013 | Ilumina-te                                       | Joanna de Ângelis                      |                                |
| 2006 | Iluminação interior                              | Joanna de Ângelis                      |                                |
| 1989 | Jesus e Atualidade                               | Joanna de Ângelis                      | Volume 1 da Série Psicológica  |
| 2001 | Jesus e o evangelho à luz da psicologia profunda | Joanna de Ângelis                      | Volume 11 da Série Psicológica |
| 2017 | Jesus e vida                                     | Joanna de Ângelis                      |                                |
| 1999 | Joanna de Ângelis Responde                       | Joanna de Ângelis                      |                                |
| 1969 | Lampadário Espírita                              | Joanna de Ângelis                      | análise da doutrina espírita   |
| 1976 | Leis Morais da Vida                              | Joanna de Ângelis                      | análise da doutrina espírita   |
| 2012 | Liberta-te do Mal                                | Joanna de Ângelis                      |                                |
| 2008 | Libertação do sofrimento                         | Joanna de Ângelis                      |                                |
| 2005 | Libertação pelo Amor                             | Joanna de Ângelis                      |                                |
| 2013 | Lições para a Felicidade                         | Joanna de Ângelis                      |                                |
| 1986 | Luz da Esperança                                 | Joanna de Ângelis                      | esclarecimento e consolo       |
| 2018 | Luz nas Trevas                                   | Joanna de Ângelis                      |                                |
| 1964 | Messe de amor                                    | Joanna de Ângelis                      | esclarecimento e consolo       |
| 1989 | Momentos de Alegria                              | Joanna de Ângelis                      | Série Momentos                 |
| 1991 | Momentos de Consciência                          | Joanna de Ângelis                      | Série Momentos                 |
| 1988 | Momentos de Coragem                              | Joanna de Ângelis                      | Série Momentos                 |
| 1988 | Momentos de Esperança                            | Joanna de Ângelis                      | Série Momentos                 |
| 1990 | Momentos de Felicidade                           | Joanna de Ângelis                      | Série Momentos                 |
| 1991 | Momentos de Harmonia                             | Joanna de Ângelis                      | Série Momentos                 |
| 1990 | Momentos de Iluminação                           | Joanna de Ângelis                      | Série Momentos                 |
| 1988 | Momentos de Meditação                            | Joanna de Ângelis                      | Série Momentos                 |
| 1996 | Momentos de Renovação                            | Joanna de Ângelis                      | Série Momentos                 |
| 1992 | Momentos de Saúde                                | Joanna de Ângelis                      | Série Momentos                 |
| 2003 | Momentos de saúde e de consciência               | Joanna de Ângelis                      | Volume 4 da Série Psicológica  |
| 1994 | Momentos Enriquecedores                          | Joanna de Ângelis                      | Série Momentos                 |
| 2001 | Nascente de Bênçãos                              | Joanna de Ângelis                      |                                |
| 1977 | No Limiar do Infinito                            | Joanna de Ângelis                      | esclarecimento e consolo       |
| 2001 | No rumo da felicidade                            | Joanna de Ângelis                      | esclarecimento e consolo       |
| 2006 | O amor como solução                              | Joanna de Ângelis                      | ensinamentos morais            |
| 2014 | O Colar de Diamantes                             | Joanna de Ângelis                      |                                |
| 2000 | O despertar do espírito                          | Joanna de Ângelis                      | Volume 10 da Série Psicológica |
| 1990 | O Homem Integral                                 | Joanna de Ângelis                      | Volume 2 da Série Psicológica  |
| 1993 | O Ser Consciente                                 | Joanna de Ângelis                      | Volume 5 da Série Psicológica  |
| 1980 | Oferenda                                         | Joanna de Ângelis                      | esclarecimento e consolo       |
| 1983 | Otimismo                                         | Joanna de Ângelis                      | esclarecimento e consolo       |
| 2014 | Pensamentos de Joanna de Ângelis                 | Joanna de Ângelis                      |                                |
| 1991 | Plenitude                                        | Joanna de Ângelis                      | Volume 3 da Série Psicológica  |
| 2014 | Psicologia da Gratidão                           | Joanna de Ângelis                      | Volume 16 da Série Psicológica |
| 1984 | Receitas de Paz                                  | Joanna de Ângelis                      | auto-instrução                 |
| 2013 | Rejubila-te em Deus                              | Joanna de Ângelis                      |                                |
| 1987 | Responsabilidade                                 | Joanna de Ângelis                      | auto-instrução                 |
| 1978 | Rumos libertadores                               | Joanna de Ângelis                      | esclarecimento e consolo       |
| 2014 | S.O.S. Família                                   | Joanna de Ângelis                      |                                |
| 1964 | Seara do bem                                     | Joanna de Ângelis                      |                                |
| 2015 | Segue em Harmonia                                | Joanna de Ângelis                      |                                |
| 2016 | Seja Feliz Hoje                                  | Joanna de Ângelis                      |                                |
| 1998 | Sendas Luminosas                                 | Joanna de Ângelis                      | esclarecimento e consolo       |
| 2002 | Serenamente em Paz                               | Joanna de Ângelis                      |                                |
| 2014 | Tesouros Libertadores                            | Joanna de Ângelis                      |                                |
| 2002 | Triunfo Pessoal                                  | Joanna de Ângelis                      | Volume 12 da Série Psicológica |
| 1992 | Vida Feliz                                       | Joanna de Ângelis                      | auto-instrução                 |
| 1997 | Vida: Desafios e Soluções                        | Joanna de Ângelis                      | Volume 8 da Série Psicológica  |
| 2020 | Vidas Vazias                                     | Joanna de Ângelis                      |                                |
| 1987 | Vigilância                                       | Joanna de Ângelis                      | auto-instrução                 |
| 2005 | Vitória sobre a depressão                        | Joanna de Ângelis                      |                                |
| 1985 | Viver e amar                                     | Joanna de Ângelis                      | auto-instrução                 |
| 2018 | Momentos de Sublimação                           | Joanna de Ângelis / Vianna de Carvalho | Série Momentos                 |
| 2002 | Intercâmbio Mediúnico                            | João Cléofas                           |                                |
| 1977 | Suave Luz nas Sombras                            | João Cléofas                           |                                |
| 1987 | Em louvor à vida                                 | Lourival Perri Chefaly                 |                                |
| 2012 | Amanhecer de Uma Nova Era                        | Manoel Philomeno de Miranda            |                                |
| 2010 | Atendimento Fraterno                             | Manoel Philomeno de Miranda            |                                |
| 2005 | Entre os dois mundos                             | Manoel Philomeno de Miranda            |                                |
| 1974 | Grilhões Partidos                                | Manoel Philomeno de Miranda            |                                |
| 1988 | Loucura e obsessão                               | Manoel Philomeno de Miranda            |                                |
| 2012 | Mediunidade: Desafios e Bençãos                  | Manoel Philomeno de Miranda            |                                |
| 1982 | Nas fronteiras da loucura                        | Manoel Philomeno de Miranda            |                                |
| 2020 | No Rumo do Mundo de Regeneração                  | Manoel Philomeno de Miranda            |                                |
| 1970 | Nos Bastidores da Obsessão                       | Manoel Philomeno de Miranda            |                                |
| 1984 | Painéis da Obsessão                              | Manoel Philomeno de Miranda            |                                |
| 2015 | Perturbações Espirituais                         | Manoel Philomeno de Miranda            |                                |
| 2006 | Reencontro com a Vida                            | Manoel Philomeno de Miranda            |                                |
| 2002 | Sexo e Obsessão                                  | Manoel Philomeno de Miranda            |                                |
| 1989 | Temas da Vida e da Morte                         | Manoel Philomeno de Miranda            |                                |
| 2001 | Tormentos da Obsessão                            | Manoel Philomeno de Miranda            |                                |
| 1976 | Tramas do Destino                                | Manoel Philomeno de Miranda            |                                |
| 2010 | Transição planetária                             | Manoel Philomeno de Miranda            |                                |
| 2008 | Transtornos Psiquiátricos e Obsessivos           | Manoel Philomeno de Miranda            |                                |
| 1996 | Trilhas da Libertação                            | Manoel Philomeno de Miranda            |                                |
| 2011 | Diretrizes para uma vida feliz                   | Marco Prisco                           |                                |
| 2015 | Ementário Espírita                               | Marco Prisco                           |                                |
| 2002 | Faze Isso e Viverás                              | Marco Prisco                           |                                |
| 2015 | Glossário Espírita – Cristão                     | Marco Prisco                           |                                |
| 1966 | Legado Kardequiano                               | Marco Prisco                           |                                |
| 2015 | Momentos de Decisão                              | Marco Prisco                           |                                |
| 2015 | Renova-se                                        | Marco Prisco                           |                                |
| 1964 | Além da Morte                                    | Otília Gonçalves                       |                                |
| 2002 | Estesia                                          | Rabindranath Tagore                    |                                |
| 1965 | Filigranas de Luz                                | Rabindranath Tagore                    |                                |
| 1989 | Os caminhos do amor                              | Rabindranath Tagore                    |                                |
| 2019 | Pássaros Livres                                  | Rabindranath Tagore                    |                                |
| 1998 | A lenda do esconderijo seguro                    | Selma Lagerlöf                         | Livro infantil                 |
| 1994 | A lenda dos milagres do amor                     | Selma Lagerlöf                         | Livro infantil                 |
| 1975 | A Lição Do Semeador                              | Selma Lagerlöf                         |                                |
| 2002 | Poemas de Paz                                    | Simbá                                  |                                |
| 1992 | À Luz do Espiritismo                             | Vianna de Carvalho                     |                                |
| 2005 | Atualidade do Pensamento Espírita                | Vianna de Carvalho                     |                                |
| 2009 | Enfoques Espíritas                               | Vianna de Carvalho                     |                                |
| 1979 | Espiritismo e vida                               | Vianna de Carvalho                     |                                |
| 2015 | Médiuns e mediunidade                            | Vianna de Carvalho                     |                                |
| 1984 | Reflexões Espíritas                              | Vianna de Carvalho                     |                                |
| 2009 | 100 Reflexões filosóficas                        | Victor Hugo                            |                                |
| 1994 | Árdua Ascensão                                   | Victor Hugo                            |                                |
| 1997 | Calvário de Libertação                           | Victor Hugo                            |                                |
| 2018 | Diamantes Fatídicos                              | Victor Hugo                            |                                |
| 1975 | Do Abismo às Estrelas                            | Victor Hugo                            |                                |
| 1971 | Párias em redenção                               | Victor Hugo                            |                                |
| 2015 | Quedas e ascensão                                | Victor Hugo                            |                                |
| 1981 | Sublime Expiação                                 | Victor Hugo                            |                                |

### Obras pelo EspíritoJoanna de Ângelis
- Adolescência e Vida (1997, esclarecimento e consolo)
- Afinidade (1995)
- Alegria de Viver (1987, auto-instrução)
- Alerta (1981, esclarecimento e consolo)
- Amor e Sexualidade - A Conquista da Alma  (2018)
- Amor, Imbatível Amor (1998, Série Psicológica)
- Amorterapia (1999)
- Após a Tempestade (1974, esclarecimento e consolo)
- Atitudes Renovadas (2009)
- Autodescobrimento (1995, Série Psicológica)
- Bençãos do Natal (1998)
- Benesses Natalinas (2009)
- Celeiro de Bençãos (1983, análise da doutrina espírita)
- Conflitos Existenciais (2005, reflexões sobre comportamento humano)
- Constelação Familiar (2008)
- Contribuições de Joanna de Ângelis (2019, Análise dos Transtornos Mentais, na Série Psicológica autorizado por Joanna de Ângelis organizado por Gelson Luis Roberto)
- Convites da Vida (1972, esclarecimento e consolo)
- Dádivas do Natal (2010)
- Desperte e Seja Feliz (1996, Série Psicológica)
- Dias Gloriosos (1999, análise da doutrina espírita)
- Dimensões da Verdade (1965, esclarecimento e consolo)
- Diretrizes para o Êxito (20045)
- Elucidações Psicológicas à Luz do Espirirtismo (2002)
- Em Busca da Verdade (2014, Série Psicológica))
- Encontro com a Paz e a Saúde (2014, Série Psicológica)
- Episódios Diários (1986, auto-instrução)
- Espírito e Vida (1967, esclarecimento e consolo)
- Estudos Espíritas (1982, análise da doutrina espírita)
- Filho de Deus (1986, auto-instrução)
- Florações Evangélicas (1974, análise da doutrina espírita)
- Fonte de Luz (2000, esclarecimento e consolo)
- Francisco, o Sol de Assis (2014)
- Garimpo de Amor (2003, reflexões sobre amor fraterno)
- Iluminação Interior (2006,Série Psicológica)
- Ilumina-te (2013)
- Jesus e Atualidade (1989, Série Psicológica)
- Jesus e o Evangelho à Luz da Psicologia Profunda (2000, Série Psicológica)
- Jesus e Vida (2017)
- Joanna de Ângelis Responde (1999)
- Lampadário Espírita (1969, análise da doutrina espírita)
- Leis Morais da Vida (1976, análise da doutrina espírita)
- Libertação do Sofrimento (2008)
- Libertação pelo Amor (2005)
- Liberta-te do Mal (2012)
- Lições para a Felicidade (2013)
- Luz da Esperança (1986, esclarecimento e consolo)
- Luz nas Trevas (2018)
- Luz Viva (c/ Marco Prisco, 1984, análise da doutrina espírita)
- Messe de Amor (1964, esclarecimento e consolo)
- Momentos de Alegria (1989, Série Momentos)
- Momentos de Consciência (1991, Série Momentos)
- Momentos de Coragem (1988, Série Momentos)
- Momentos de Esperança (1988, Série Momentos)
- Momentos de Felicidade (1990, Série Momentos)
- Momentos de Harmonia (1991, Série Momentos)
- Momentos de Iluminação (1990, Série Momentos)
- Momentos de Meditação (1988, Série Momentos)
- Momentos de Renovação(1996, Série Momentos)
- Momentos de Saúde (1992, Série Momentos)
- Momentos de Sublimação (2018, Série Momentos)
- Momentos Enriquecedores (1994, Série Momentos)
- Nascente de Bençãos (2001, esclarecimento e consolo)
- No Limiar do Infinito (1977, esclarecimento e consolo)
- No Rumo da Felicidade (2001, esclarecimento e consolo)
- O Amor como Solução (2006, ensinamentos morais)
- O Colar de Diamantes (2014)
- O Despertar do Espírito (2000, Série Psicológica)
- Oferenda (1980, esclarecimento e consolo)
- O Homem Integral (1990, Série Psicológica)
- O Ser Consciente (1993, Série Psicológica)
- Oferenda (1980, esclarecimento e consolo)
- Orientação Terapêutica - À Luz da Psicologia Espírita (2002)
- Otimismo (1983, esclarecimento e consolo)
- Pensamentos de Joanna de Ângelis (2014)
- Plenitude (1991, Série Psicológica)
- Psicologia da Gratidão (2014, Série Psicológica)
- Recados para a Vida (2018)
- Receitas de Paz (1984, auto-instrução)
- Refletindo a Alma - A Psicologia Espírita de Joanna de Ângelis (2011)
- Rejubila-te em Deus (2013)
- Responsabilidade (1987, auto-instrução)
- Roteiro de Libertação (1981, diversos espíritos)
- Rumos Libertadores (1978, esclarecimento e consolo)
- S.O.S. Família (2014)
- Segue em Harmonia (2015)
- Seja Feliz Hoje (2016)
- Sendas Luminosas (1998, esclarecimento e consolo)
- Serenamente em Paz (2002)
- Tesouros Libertadores (2014)
- Triunfo Pessoal (2002, Série Psicológica)
- Vida: Desafios e Soluções (1997, Série Psicológica)
- Vida Feliz (1992, auto-instrução)
- Vidas Vazias (2020)
- Vigilância (1987, auto-instrução)
- Viver e Amar (1985, auto-instrução)

### Obras pelo EspíritoManoel Philomeno de Miranda
- Nos Bastidores da Obsessão	1970	FEB
- Grilhões Partidos	        1974	LEAL
- Tramas do destino	        1976	FEB
- Nas Fronteiras da Loucura	1982	LEAL
- Painéis de Obsessão	        1984	LEAL
- Loucura e Obsessão	        1988	FEB
- Temas da Vida e da Morte	1996	FEB
- Trilhas da Libertação	        1996	FEB
- Tormentos da Obsessão	        2001	LEAL
- Sexo e Obsessão	        2003	LEAL
- Reencontro com a Vida   	2006	LEAL
- Entre os Dois Mundos	        2006	LEAL
- Transtornos Psiquiátricos e Obsessivos	2009	LEAL
- Transição Planetária  	         2010    LEAL
- Mediunidade :Desafios e Bençãos  2012  LEAL
- Amanhecer de Uma Nova Era      2012    LEAL
- Perturbações Espirituais   	 2014   	 LEAL
- No Rumo do Mundo de Regeneração 	 2020   	 LEAL